# Eudes Arpin
Pour les articles homonymes, voir Arpin.
Eudes (Odo), alias Arpin (Herpin, Harpin) est vicomte de Bourges de 1090 à 1100.

## Biographie

### Naissance
Eudes (Odo) est le fils de Humbaud de Dun. Dun-sur-Auron est une seigneurie dépendant des comtes de Bourbon.

### Vicomte de Bourges
Il avait épousé Mahaut en 1092, la fille de Gilon seigneur de Sully (et de la Chapelle-d'Angillon) et d'Elberge, fille de Geoffroy IV. Il devient donc grâce à cette union vicomte de Bourges.
En 1093, Eudes Arpin, vicomte de Bourges, favorisa l’installation à Casale Malanum (Chezal-Benoît), d’un essaim bénédictin (abbaye Saint-Pierre) conduit par frère André, prieur de l’abbaye de Vallombreuse. 
En 1100, Il vend alors ses terres de Bourges (et la seigneurie de Dun, dont il est vassal des comtes de Bourbon) au roi Philippe Ier pour la somme de 60 000 sous d'or, pour aller guerroyer en Terre sainte. Par cette vente, le comté de Bourges intégra définitivement le domaine royal.

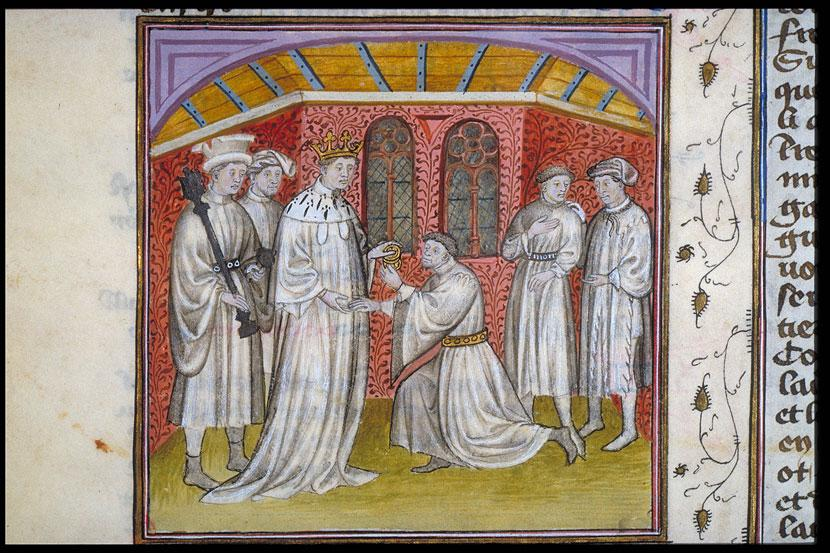
Philippe Ier achetant le comté de Bourges au comte Eudes Arpin.

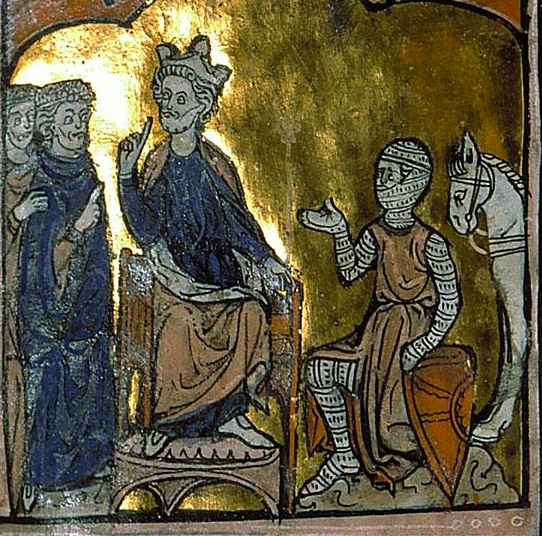
Philippe Ier achetant le comté de Bourges au comte Eudes Arpin.

Il finança et organisa avec Guillaume II, comte de Nevers, la 2e Croisade de secours, et partira avec ses hommes en 1101. Il est fait prisonnier à la bataille de Rama (Ramla) en 1102, mais obtient la vie sauve car l'empereur de Constantinople Alexis paya sa rançon. Une fois libéré, il se retire à La Charité-sur-Loire en 1107, où il devient prieur de ce monastère clunisien.
Il meurt en 1130.